# Мокроусово (Новокузнецький район)
Мокроу́сово (рос. Мокроусово) — присілок у складі Новокузнецького району Кемеровської області, Росія. Входить до складу Терсинського сільського поселення.
Стара назва — Мокроусова.

## Населення
Населення — 138 осіб (2010; 136 у 2002).
Національний склад (станом на 2002 рік):
- росіяни — 92 %